# تاريخ (يوم)
التاريخ هو أيضا موقع اليوم من الزمن بتحديد يرفع كل لبس. ويستعمل عادة أحد التقويمات الزمانية (مثل : التقويم الميلادي أو الهجري) لتحديد السنة والشهر واليوم فيهما. واستعمال التاريخ يسمح للأفراد والمؤسسات بتحديد مواعيد وآجال والإشارة بسهولة إلى يوم شهد أو سيشهد حدثا ما.

## شكل التاريخ
وتختلف طريقة كتابة التاريخ ومكوناته حسب الثقافات والدول. ويشار للشكل عادة بالحروف اللاتينية D (لتعريف رقم اليوم في الشهر) و M (لتعريف رقم الشهر في السنة) و Y (لتعريف رقم السنة).
ويشير الجدول التالي للتوزيع الجغرافي لشكل التاريخ المستعمل.

| اللون  | الترتيب       | أهم المناطق والدول (عدد السكان بالمليون) | مجموع عدد السكان (بالمليون) |
| ------ | ------------- | --- | --------------------------- |
| سيان   | DMY           | أوروبا: أوكرانيا (42)، هولندا (17)، مناطق أخرى (95) أمريكا الوسطى: المكسيك (127)، غواتيمالا (18)، الإكوادور (17)، هندوراس (9.2)، مناطق أخرى (19) أمريكا الجنوبية: البرازيل (210)، كولومبيا (46)، الأرجنتين (45)، بيرو (32)، فنزويلا (32)، مناطق أخرى (43) شمال أفريقيا: مصر (99)، الجزائر (43)، المغرب (35)، تونس (12)، مناطق أخرى (11) غرب ووسط وجنوب أفريقيا: نيجيريا (193)، إثيوبيا (99)، الكونغو الديمقراطية (87)، تنزانيا (56)، السودان (41)، أوغندا (40)، مناطق أخرى (323) غرب آسيا و الشرق الأوسط: تركيا (82)، العراق (40)، السعودية (33)، اليمن (30)، مناطق أخرى (107) آسيا الوسطى: باكستان (208)، بنغلاديش (166)، طاجيكستان (8.9)، قيرغيزستان (6.4)، تركمانستان (5.9) شرق آسيا: إندونيسيا (268)، تايلاند (66)، كمبوديا (16)، مناطق أخرى (8.9) مناطق أخرى: عدد من قائمة جزر البحر الكاريبي (26)، بابوا غينيا الجديدة (8.6)، نيوزيلندا (5.0)، مناطق أخرى (5.5) | 2،867                       |
| أصفر   | YMD           | الصين (1،397)، اليابان (126)، كوريا الجنوبية (52)، كوريا الشمالية (25)، كندا (37)، تايوان (24)، المجر (10)، منغوليا (3.3)، ليتوانيا (2.8)، بوتان (0.74). | 1،678                       |
| ماجنتا | MDY           | عدد من الجزر التابعة للولايات المتحدة (0.55) | 0.55                        |
| أخضر   | DMY، YMD      | الهند (1،346)، روسيا (147)، فيتنام (95)، ألمانيا (83)، إيران (82)، فرنسا (67)، المملكة المتحدة (66)، إيطاليا (60)، ميانمار (54)، إسبانيا (47)، بولندا (38)، أوزبكستان (33)، أفغانستان (32)، نيبال (30)، أستراليا (25)، الكاميرون (24)، سريلانكا (22)، رومانيا (20)، مناطق أخرى (120) | 2،391                       |
| Blue   | DMY، MDY      | الفلبين (107)، ماليزيا (33)، الصومال (16)، توغو (7.5)، بنما (4.2)، بورتوريكو (3.2)، جزر كايمان (0.63)، جرينلاند (0.56) | 171                         |
| أحمر   | MDY، YMD      | الولايات المتحدة (329) | 329                         |
| رمادي  | MDY، YMD، DMY | جنوب أفريقيا (58)، كينيا (52)، غانا (30) | 140                         |